# 北海道道697号天神南小樽停車場線
北海道道697号天神南小樽停車場線（ほっかいどうどう697ごう てんじんみなみおたるていしゃじょうせん）は、北海道小樽市内を結ぶ一般道道（北海道道）である。

## 概要

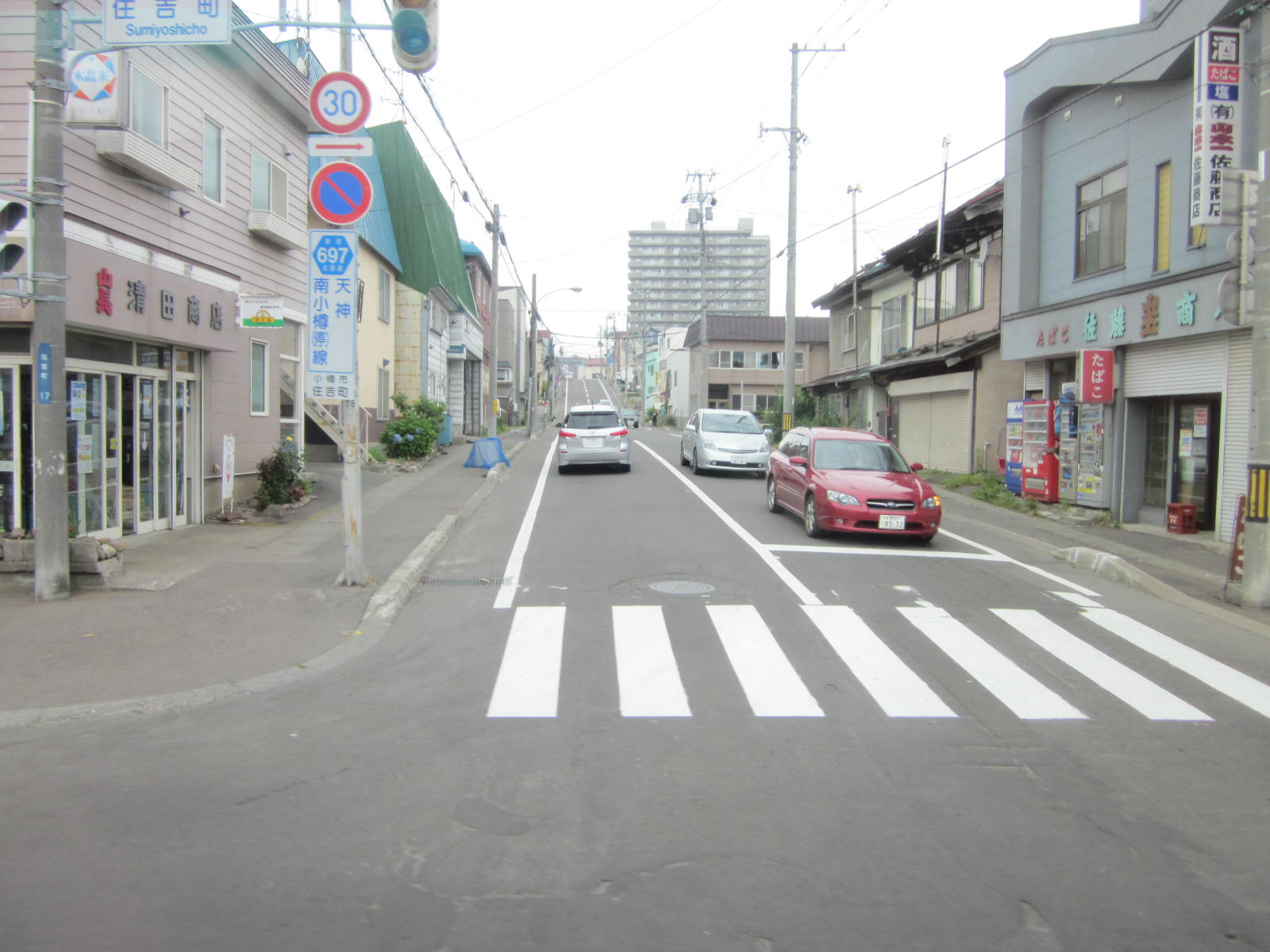
終点付近の様子（前方が終点）

### 路線データ
- 起点：北海道小樽市天神
- 終点：北海道小樽市住吉町（JR北海道 函館本線 南小樽駅）
- 総延長：7.380 km
- 実延長：5.603 km
- 重用延長：1.777 km

### 道路管理者
- 後志総合振興局 小樽建設管理部 事業課

## 歴史
- 1971年（昭和46年）3月31日 - 路線認定[1]。

## 路線状況

### 重複区間
- 北海道道956号小樽環状線（小樽市天神 - 小樽市緑町）
- 国道5号（小樽市稲穂 - 小樽市奥沢）

### 道路施設

#### 主な橋梁
- 富岡跨線橋（16 m、函館本線、小樽市富岡 - 小樽市稲穂）

## 地理

### 通過する自治体
- 後志総合振興局
  - 小樽市

### 交差する道路
小樽市
- 後志自動車道 - 天神（接続はしない）
- 国道393号 - 天神
- 北海道道956号小樽環状線 - 天神、緑町（重複）
- 国道5号 - 稲穂、奥沢（重複）
- 国道229号 - 稲穂
- 国道393号 - 奥沢

### 沿線にある施設など
小樽市
- 天神公園
- 小樽市立向陽中学校
- 小樽市立緑小学校
- 小樽公園
  - 小樽市総合体育館
- 後志総合振興局小樽道税事務所
- 札幌地方検察庁
- 小樽市保健所
- 小樽警察署
- 小樽市立稲穂小学校
- JR北海道 函館本線 南小樽駅